# 카를 루트비히 지겔
카를 루트비히 지겔(독일어: Carl Ludwig Siegel IPA: [kaʁl ˈluːtvɪç ˈziːɡl̩] 1896년 12월 31일 ~ 1981년 4월 4일)은 독일의 수학자다. 수론에 공헌하였다.

## 생애
1896년 12월 31일 베를린에서 태어났다. 1915년 베를린 훔볼트 대학교에 입학하였고, 막스 플랑크와 페르디난트 게오르크 프로베니우스 등의 강의를 들었다. 원래 수학과 천문학, 물리학을 공부하였으나 프로베니우스의 영향으로 수학에 집중하기 시작하였다.
세계 제1차 대전이 발발하자, 1917년 군 입대를 거부하여 정신병원에 수감되었다. 전후 괴팅겐 대학교에서 에드문트 란다우 아래 박사 학위를 밟았고, 1920년 박사 학위를 수여받았다. 1922년 프랑크푸르트 대학교 교수로 입용되었다. 나치 당이 정권을 잡자 나치를 혐오하였던 지겔은 유대인 수학자인 에른스트 헬링거와 막스 덴 등을 보호하였다. 이런 태도 때문에 지겔은 독일 대학 체제에서 승진하지 못하였다.
1940년 노르웨이를 통해 미국으로 이민하였고, 프린스턴 고등연구소에 임용되었다. 전후 1951년 다시 괴팅겐 대학교로 돌아왔고, 1959년 은퇴하였다.
1981년 괴팅겐에서 사망하였다.
앙드레 베유는 지겔이 20세기 전반 최고의 수학자라고 공언하였다. 아틀레 셀베르그는 지겔에 대해 다음과 같이 평했다.
| “ | 어떤 면에서, 지겔은 제가 만난 가장 인상적인 수학자입니다. 나아가 치명적으로 인상적이라고 할 수 있겠습니다. 지겔이 보통 했던 일들은 거의 불가능했다고 보였던 일들인데요, 놀라운 건 지겔이 이런 일들을 하고 나서도 여전히 거의 불가능해 보이더라구요. He was in some ways, perhaps, the most impressive mathematician I have met. I would say, in a way, devastatingly so. The things that Siegel tended to do were usually things that seemed impossible. Also after they were done, they still seemed almost impossible. | ” |

## 서적
- Transcendental numbers, 1949[2]
- Analytic functions of several complex variables, Stevens 1949; 2008 pbk edition[3]
- Gesammelte Werke (Collected Works), 3 Bände, Springer 1966
- with Jürgen Moser Lectures on Celestial mechanics 1971, based upon the older work Vorlesungen über Himmelsmechanik, Springer 1956[4]
- On the history of the Frankfurt Mathematics Seminar, Mathematical Intelligencer Vol.1, 1978/9, No. 4
- Über einige Anwendungen diophantischer Approximationen, Sitzungsberichte der Preussischen Akademie der Wissenschaften 1929 (sein Satz über Endlichkeit Lösungen ganzzahliger Gleichungen)
- Transzendente Zahlen, BI Hochschultaschenbuch 1967
- Vorlesungen über Funktionentheorie, 3 Bde. (auch in Bd.3 zu seinen Modulfunktionen, English translation "Topics in Complex Function Theory",[5] 3 Vols., Wiley)
- Symplectic geometry, Elsevier 1943
- Advanced analytic number theory, Tata Institute of Fundamental Research 1980
- Lectures on the Geometry of Numbers, Springer 1989
- Letter to Louis J. Mordell, March 3, 1964.

## 같이 보기
- 베셀 함수

## 참고 문헌
- Davenport, Harold (1985). “Reminiscences on conversations with Carl Ludwig Siegel”. 《Mathematical Intelligencer》 2.
- Deuring, Max (1985). “Carl Ludwig Siegel, 31. Dezember 1896 – 4. April 1981” (PDF). 《Acta Arithmetica》 45: 93–113.
- Shimura, Goro (1996). “1996 Steele Prizes” (PDF). 《Notices of the American Mathematical Society》 43: 1343–1347.
- Lang, Serge (1995). “Mordell's Review, Siegel's letter to Mordell, diophantine geometry and 20th century mathematics” (PDF). 《Notices American Mathematical Society》 42 (3): 335.[깨진 링크(과거 내용 찾기)]